# Богданова — Ричкова тема
Те́ма Богда́нова — Ричко́ва — тема в шаховій композиції. Суть теми — в першій тематичній спробі створюється множинна загроза трьох матів, в другій спробі — загроза двох матів з попередніх трьох загроз. Кожна спроба спростовуються різними ходами чорних. В рішенні виникає лише одна з трьох загроз мату, решту дві колишні загрози проходять на захисти чорних, які були спростуваннями спроб в попередніх фазах.

## Історія
Цю ідею запропонував український шаховий композитор зі Львова Євгеній Михайлович Богданов (27.02.1952 — 30.10.2010).
 Основою задуму ідеї є множинна загроза. В першій хибній спробі (фазі) виникає, як мінімум, три загрози, в наступних фазах кількість загроз зменшується на одну, кожна хибна спроба спростовується іншим ходом чорних. В рішенні виникає лише одна з загроз, які були в першому хибному сліді, а решта проходять у вигляді матів на захисти чорних, які були спростуваннями хибних спроб.
Назву ідеї дав Євген Богданов — тема Богданова — Ричкова.
Можливі алгоритми теми:
1. ? ~ 2. A, B, C #, 1. ... a!
1. ? ~ 2. A, B #, 1. ... b!
1. ! ~ 2. C #
1. ... a 2. A (B) #
1. ... b 2. B (A) #
або
1. ! ~ 2. A #
1. ... a 2. B (C) #
1. ... b 2. C (B) #
|   | a | b | c | d | e | f | g | h |   |
| 8 | a7 чорна тура · c7 чорний слон · f7 білий слон · e6 білий пішак · f6 чорний пішак · g6 білий кінь · c5 чорний кінь · f5 чорний король · a4 чорна тура · f4 білий пішак · c2 білий кінь · d2 біла тура · g2 білий ферзь · d1 чорний кінь · g1 білий король | a7 чорна тура · c7 чорний слон · f7 білий слон · e6 білий пішак · f6 чорний пішак · g6 білий кінь · c5 чорний кінь · f5 чорний король · a4 чорна тура · f4 білий пішак · c2 білий кінь · d2 біла тура · g2 білий ферзь · d1 чорний кінь · g1 білий король | a7 чорна тура · c7 чорний слон · f7 білий слон · e6 білий пішак · f6 чорний пішак · g6 білий кінь · c5 чорний кінь · f5 чорний король · a4 чорна тура · f4 білий пішак · c2 білий кінь · d2 біла тура · g2 білий ферзь · d1 чорний кінь · g1 білий король | a7 чорна тура · c7 чорний слон · f7 білий слон · e6 білий пішак · f6 чорний пішак · g6 білий кінь · c5 чорний кінь · f5 чорний король · a4 чорна тура · f4 білий пішак · c2 білий кінь · d2 біла тура · g2 білий ферзь · d1 чорний кінь · g1 білий король | a7 чорна тура · c7 чорний слон · f7 білий слон · e6 білий пішак · f6 чорний пішак · g6 білий кінь · c5 чорний кінь · f5 чорний король · a4 чорна тура · f4 білий пішак · c2 білий кінь · d2 біла тура · g2 білий ферзь · d1 чорний кінь · g1 білий король | a7 чорна тура · c7 чорний слон · f7 білий слон · e6 білий пішак · f6 чорний пішак · g6 білий кінь · c5 чорний кінь · f5 чорний король · a4 чорна тура · f4 білий пішак · c2 білий кінь · d2 біла тура · g2 білий ферзь · d1 чорний кінь · g1 білий король | a7 чорна тура · c7 чорний слон · f7 білий слон · e6 білий пішак · f6 чорний пішак · g6 білий кінь · c5 чорний кінь · f5 чорний король · a4 чорна тура · f4 білий пішак · c2 білий кінь · d2 біла тура · g2 білий ферзь · d1 чорний кінь · g1 білий король | a7 чорна тура · c7 чорний слон · f7 білий слон · e6 білий пішак · f6 чорний пішак · g6 білий кінь · c5 чорний кінь · f5 чорний король · a4 чорна тура · f4 білий пішак · c2 білий кінь · d2 біла тура · g2 білий ферзь · d1 чорний кінь · g1 білий король | 8 |
| 7 | a7 чорна тура · c7 чорний слон · f7 білий слон · e6 білий пішак · f6 чорний пішак · g6 білий кінь · c5 чорний кінь · f5 чорний король · a4 чорна тура · f4 білий пішак · c2 білий кінь · d2 біла тура · g2 білий ферзь · d1 чорний кінь · g1 білий король | a7 чорна тура · c7 чорний слон · f7 білий слон · e6 білий пішак · f6 чорний пішак · g6 білий кінь · c5 чорний кінь · f5 чорний король · a4 чорна тура · f4 білий пішак · c2 білий кінь · d2 біла тура · g2 білий ферзь · d1 чорний кінь · g1 білий король | a7 чорна тура · c7 чорний слон · f7 білий слон · e6 білий пішак · f6 чорний пішак · g6 білий кінь · c5 чорний кінь · f5 чорний король · a4 чорна тура · f4 білий пішак · c2 білий кінь · d2 біла тура · g2 білий ферзь · d1 чорний кінь · g1 білий король | a7 чорна тура · c7 чорний слон · f7 білий слон · e6 білий пішак · f6 чорний пішак · g6 білий кінь · c5 чорний кінь · f5 чорний король · a4 чорна тура · f4 білий пішак · c2 білий кінь · d2 біла тура · g2 білий ферзь · d1 чорний кінь · g1 білий король | a7 чорна тура · c7 чорний слон · f7 білий слон · e6 білий пішак · f6 чорний пішак · g6 білий кінь · c5 чорний кінь · f5 чорний король · a4 чорна тура · f4 білий пішак · c2 білий кінь · d2 біла тура · g2 білий ферзь · d1 чорний кінь · g1 білий король | a7 чорна тура · c7 чорний слон · f7 білий слон · e6 білий пішак · f6 чорний пішак · g6 білий кінь · c5 чорний кінь · f5 чорний король · a4 чорна тура · f4 білий пішак · c2 білий кінь · d2 біла тура · g2 білий ферзь · d1 чорний кінь · g1 білий король | a7 чорна тура · c7 чорний слон · f7 білий слон · e6 білий пішак · f6 чорний пішак · g6 білий кінь · c5 чорний кінь · f5 чорний король · a4 чорна тура · f4 білий пішак · c2 білий кінь · d2 біла тура · g2 білий ферзь · d1 чорний кінь · g1 білий король | a7 чорна тура · c7 чорний слон · f7 білий слон · e6 білий пішак · f6 чорний пішак · g6 білий кінь · c5 чорний кінь · f5 чорний король · a4 чорна тура · f4 білий пішак · c2 білий кінь · d2 біла тура · g2 білий ферзь · d1 чорний кінь · g1 білий король | 7 |
| 6 | a7 чорна тура · c7 чорний слон · f7 білий слон · e6 білий пішак · f6 чорний пішак · g6 білий кінь · c5 чорний кінь · f5 чорний король · a4 чорна тура · f4 білий пішак · c2 білий кінь · d2 біла тура · g2 білий ферзь · d1 чорний кінь · g1 білий король | a7 чорна тура · c7 чорний слон · f7 білий слон · e6 білий пішак · f6 чорний пішак · g6 білий кінь · c5 чорний кінь · f5 чорний король · a4 чорна тура · f4 білий пішак · c2 білий кінь · d2 біла тура · g2 білий ферзь · d1 чорний кінь · g1 білий король | a7 чорна тура · c7 чорний слон · f7 білий слон · e6 білий пішак · f6 чорний пішак · g6 білий кінь · c5 чорний кінь · f5 чорний король · a4 чорна тура · f4 білий пішак · c2 білий кінь · d2 біла тура · g2 білий ферзь · d1 чорний кінь · g1 білий король | a7 чорна тура · c7 чорний слон · f7 білий слон · e6 білий пішак · f6 чорний пішак · g6 білий кінь · c5 чорний кінь · f5 чорний король · a4 чорна тура · f4 білий пішак · c2 білий кінь · d2 біла тура · g2 білий ферзь · d1 чорний кінь · g1 білий король | a7 чорна тура · c7 чорний слон · f7 білий слон · e6 білий пішак · f6 чорний пішак · g6 білий кінь · c5 чорний кінь · f5 чорний король · a4 чорна тура · f4 білий пішак · c2 білий кінь · d2 біла тура · g2 білий ферзь · d1 чорний кінь · g1 білий король | a7 чорна тура · c7 чорний слон · f7 білий слон · e6 білий пішак · f6 чорний пішак · g6 білий кінь · c5 чорний кінь · f5 чорний король · a4 чорна тура · f4 білий пішак · c2 білий кінь · d2 біла тура · g2 білий ферзь · d1 чорний кінь · g1 білий король | a7 чорна тура · c7 чорний слон · f7 білий слон · e6 білий пішак · f6 чорний пішак · g6 білий кінь · c5 чорний кінь · f5 чорний король · a4 чорна тура · f4 білий пішак · c2 білий кінь · d2 біла тура · g2 білий ферзь · d1 чорний кінь · g1 білий король | a7 чорна тура · c7 чорний слон · f7 білий слон · e6 білий пішак · f6 чорний пішак · g6 білий кінь · c5 чорний кінь · f5 чорний король · a4 чорна тура · f4 білий пішак · c2 білий кінь · d2 біла тура · g2 білий ферзь · d1 чорний кінь · g1 білий король | 6 |
| 5 | a7 чорна тура · c7 чорний слон · f7 білий слон · e6 білий пішак · f6 чорний пішак · g6 білий кінь · c5 чорний кінь · f5 чорний король · a4 чорна тура · f4 білий пішак · c2 білий кінь · d2 біла тура · g2 білий ферзь · d1 чорний кінь · g1 білий король | a7 чорна тура · c7 чорний слон · f7 білий слон · e6 білий пішак · f6 чорний пішак · g6 білий кінь · c5 чорний кінь · f5 чорний король · a4 чорна тура · f4 білий пішак · c2 білий кінь · d2 біла тура · g2 білий ферзь · d1 чорний кінь · g1 білий король | a7 чорна тура · c7 чорний слон · f7 білий слон · e6 білий пішак · f6 чорний пішак · g6 білий кінь · c5 чорний кінь · f5 чорний король · a4 чорна тура · f4 білий пішак · c2 білий кінь · d2 біла тура · g2 білий ферзь · d1 чорний кінь · g1 білий король | a7 чорна тура · c7 чорний слон · f7 білий слон · e6 білий пішак · f6 чорний пішак · g6 білий кінь · c5 чорний кінь · f5 чорний король · a4 чорна тура · f4 білий пішак · c2 білий кінь · d2 біла тура · g2 білий ферзь · d1 чорний кінь · g1 білий король | a7 чорна тура · c7 чорний слон · f7 білий слон · e6 білий пішак · f6 чорний пішак · g6 білий кінь · c5 чорний кінь · f5 чорний король · a4 чорна тура · f4 білий пішак · c2 білий кінь · d2 біла тура · g2 білий ферзь · d1 чорний кінь · g1 білий король | a7 чорна тура · c7 чорний слон · f7 білий слон · e6 білий пішак · f6 чорний пішак · g6 білий кінь · c5 чорний кінь · f5 чорний король · a4 чорна тура · f4 білий пішак · c2 білий кінь · d2 біла тура · g2 білий ферзь · d1 чорний кінь · g1 білий король | a7 чорна тура · c7 чорний слон · f7 білий слон · e6 білий пішак · f6 чорний пішак · g6 білий кінь · c5 чорний кінь · f5 чорний король · a4 чорна тура · f4 білий пішак · c2 білий кінь · d2 біла тура · g2 білий ферзь · d1 чорний кінь · g1 білий король | a7 чорна тура · c7 чорний слон · f7 білий слон · e6 білий пішак · f6 чорний пішак · g6 білий кінь · c5 чорний кінь · f5 чорний король · a4 чорна тура · f4 білий пішак · c2 білий кінь · d2 біла тура · g2 білий ферзь · d1 чорний кінь · g1 білий король | 5 |
| 4 | a7 чорна тура · c7 чорний слон · f7 білий слон · e6 білий пішак · f6 чорний пішак · g6 білий кінь · c5 чорний кінь · f5 чорний король · a4 чорна тура · f4 білий пішак · c2 білий кінь · d2 біла тура · g2 білий ферзь · d1 чорний кінь · g1 білий король | a7 чорна тура · c7 чорний слон · f7 білий слон · e6 білий пішак · f6 чорний пішак · g6 білий кінь · c5 чорний кінь · f5 чорний король · a4 чорна тура · f4 білий пішак · c2 білий кінь · d2 біла тура · g2 білий ферзь · d1 чорний кінь · g1 білий король | a7 чорна тура · c7 чорний слон · f7 білий слон · e6 білий пішак · f6 чорний пішак · g6 білий кінь · c5 чорний кінь · f5 чорний король · a4 чорна тура · f4 білий пішак · c2 білий кінь · d2 біла тура · g2 білий ферзь · d1 чорний кінь · g1 білий король | a7 чорна тура · c7 чорний слон · f7 білий слон · e6 білий пішак · f6 чорний пішак · g6 білий кінь · c5 чорний кінь · f5 чорний король · a4 чорна тура · f4 білий пішак · c2 білий кінь · d2 біла тура · g2 білий ферзь · d1 чорний кінь · g1 білий король | a7 чорна тура · c7 чорний слон · f7 білий слон · e6 білий пішак · f6 чорний пішак · g6 білий кінь · c5 чорний кінь · f5 чорний король · a4 чорна тура · f4 білий пішак · c2 білий кінь · d2 біла тура · g2 білий ферзь · d1 чорний кінь · g1 білий король | a7 чорна тура · c7 чорний слон · f7 білий слон · e6 білий пішак · f6 чорний пішак · g6 білий кінь · c5 чорний кінь · f5 чорний король · a4 чорна тура · f4 білий пішак · c2 білий кінь · d2 біла тура · g2 білий ферзь · d1 чорний кінь · g1 білий король | a7 чорна тура · c7 чорний слон · f7 білий слон · e6 білий пішак · f6 чорний пішак · g6 білий кінь · c5 чорний кінь · f5 чорний король · a4 чорна тура · f4 білий пішак · c2 білий кінь · d2 біла тура · g2 білий ферзь · d1 чорний кінь · g1 білий король | a7 чорна тура · c7 чорний слон · f7 білий слон · e6 білий пішак · f6 чорний пішак · g6 білий кінь · c5 чорний кінь · f5 чорний король · a4 чорна тура · f4 білий пішак · c2 білий кінь · d2 біла тура · g2 білий ферзь · d1 чорний кінь · g1 білий король | 4 |
| 3 | a7 чорна тура · c7 чорний слон · f7 білий слон · e6 білий пішак · f6 чорний пішак · g6 білий кінь · c5 чорний кінь · f5 чорний король · a4 чорна тура · f4 білий пішак · c2 білий кінь · d2 біла тура · g2 білий ферзь · d1 чорний кінь · g1 білий король | a7 чорна тура · c7 чорний слон · f7 білий слон · e6 білий пішак · f6 чорний пішак · g6 білий кінь · c5 чорний кінь · f5 чорний король · a4 чорна тура · f4 білий пішак · c2 білий кінь · d2 біла тура · g2 білий ферзь · d1 чорний кінь · g1 білий король | a7 чорна тура · c7 чорний слон · f7 білий слон · e6 білий пішак · f6 чорний пішак · g6 білий кінь · c5 чорний кінь · f5 чорний король · a4 чорна тура · f4 білий пішак · c2 білий кінь · d2 біла тура · g2 білий ферзь · d1 чорний кінь · g1 білий король | a7 чорна тура · c7 чорний слон · f7 білий слон · e6 білий пішак · f6 чорний пішак · g6 білий кінь · c5 чорний кінь · f5 чорний король · a4 чорна тура · f4 білий пішак · c2 білий кінь · d2 біла тура · g2 білий ферзь · d1 чорний кінь · g1 білий король | a7 чорна тура · c7 чорний слон · f7 білий слон · e6 білий пішак · f6 чорний пішак · g6 білий кінь · c5 чорний кінь · f5 чорний король · a4 чорна тура · f4 білий пішак · c2 білий кінь · d2 біла тура · g2 білий ферзь · d1 чорний кінь · g1 білий король | a7 чорна тура · c7 чорний слон · f7 білий слон · e6 білий пішак · f6 чорний пішак · g6 білий кінь · c5 чорний кінь · f5 чорний король · a4 чорна тура · f4 білий пішак · c2 білий кінь · d2 біла тура · g2 білий ферзь · d1 чорний кінь · g1 білий король | a7 чорна тура · c7 чорний слон · f7 білий слон · e6 білий пішак · f6 чорний пішак · g6 білий кінь · c5 чорний кінь · f5 чорний король · a4 чорна тура · f4 білий пішак · c2 білий кінь · d2 біла тура · g2 білий ферзь · d1 чорний кінь · g1 білий король | a7 чорна тура · c7 чорний слон · f7 білий слон · e6 білий пішак · f6 чорний пішак · g6 білий кінь · c5 чорний кінь · f5 чорний король · a4 чорна тура · f4 білий пішак · c2 білий кінь · d2 біла тура · g2 білий ферзь · d1 чорний кінь · g1 білий король | 3 |
| 2 | a7 чорна тура · c7 чорний слон · f7 білий слон · e6 білий пішак · f6 чорний пішак · g6 білий кінь · c5 чорний кінь · f5 чорний король · a4 чорна тура · f4 білий пішак · c2 білий кінь · d2 біла тура · g2 білий ферзь · d1 чорний кінь · g1 білий король | a7 чорна тура · c7 чорний слон · f7 білий слон · e6 білий пішак · f6 чорний пішак · g6 білий кінь · c5 чорний кінь · f5 чорний король · a4 чорна тура · f4 білий пішак · c2 білий кінь · d2 біла тура · g2 білий ферзь · d1 чорний кінь · g1 білий король | a7 чорна тура · c7 чорний слон · f7 білий слон · e6 білий пішак · f6 чорний пішак · g6 білий кінь · c5 чорний кінь · f5 чорний король · a4 чорна тура · f4 білий пішак · c2 білий кінь · d2 біла тура · g2 білий ферзь · d1 чорний кінь · g1 білий король | a7 чорна тура · c7 чорний слон · f7 білий слон · e6 білий пішак · f6 чорний пішак · g6 білий кінь · c5 чорний кінь · f5 чорний король · a4 чорна тура · f4 білий пішак · c2 білий кінь · d2 біла тура · g2 білий ферзь · d1 чорний кінь · g1 білий король | a7 чорна тура · c7 чорний слон · f7 білий слон · e6 білий пішак · f6 чорний пішак · g6 білий кінь · c5 чорний кінь · f5 чорний король · a4 чорна тура · f4 білий пішак · c2 білий кінь · d2 біла тура · g2 білий ферзь · d1 чорний кінь · g1 білий король | a7 чорна тура · c7 чорний слон · f7 білий слон · e6 білий пішак · f6 чорний пішак · g6 білий кінь · c5 чорний кінь · f5 чорний король · a4 чорна тура · f4 білий пішак · c2 білий кінь · d2 біла тура · g2 білий ферзь · d1 чорний кінь · g1 білий король | a7 чорна тура · c7 чорний слон · f7 білий слон · e6 білий пішак · f6 чорний пішак · g6 білий кінь · c5 чорний кінь · f5 чорний король · a4 чорна тура · f4 білий пішак · c2 білий кінь · d2 біла тура · g2 білий ферзь · d1 чорний кінь · g1 білий король | a7 чорна тура · c7 чорний слон · f7 білий слон · e6 білий пішак · f6 чорний пішак · g6 білий кінь · c5 чорний кінь · f5 чорний король · a4 чорна тура · f4 білий пішак · c2 білий кінь · d2 біла тура · g2 білий ферзь · d1 чорний кінь · g1 білий король | 2 |
| 1 | a7 чорна тура · c7 чорний слон · f7 білий слон · e6 білий пішак · f6 чорний пішак · g6 білий кінь · c5 чорний кінь · f5 чорний король · a4 чорна тура · f4 білий пішак · c2 білий кінь · d2 біла тура · g2 білий ферзь · d1 чорний кінь · g1 білий король | a7 чорна тура · c7 чорний слон · f7 білий слон · e6 білий пішак · f6 чорний пішак · g6 білий кінь · c5 чорний кінь · f5 чорний король · a4 чорна тура · f4 білий пішак · c2 білий кінь · d2 біла тура · g2 білий ферзь · d1 чорний кінь · g1 білий король | a7 чорна тура · c7 чорний слон · f7 білий слон · e6 білий пішак · f6 чорний пішак · g6 білий кінь · c5 чорний кінь · f5 чорний король · a4 чорна тура · f4 білий пішак · c2 білий кінь · d2 біла тура · g2 білий ферзь · d1 чорний кінь · g1 білий король | a7 чорна тура · c7 чорний слон · f7 білий слон · e6 білий пішак · f6 чорний пішак · g6 білий кінь · c5 чорний кінь · f5 чорний король · a4 чорна тура · f4 білий пішак · c2 білий кінь · d2 біла тура · g2 білий ферзь · d1 чорний кінь · g1 білий король | a7 чорна тура · c7 чорний слон · f7 білий слон · e6 білий пішак · f6 чорний пішак · g6 білий кінь · c5 чорний кінь · f5 чорний король · a4 чорна тура · f4 білий пішак · c2 білий кінь · d2 біла тура · g2 білий ферзь · d1 чорний кінь · g1 білий король | a7 чорна тура · c7 чорний слон · f7 білий слон · e6 білий пішак · f6 чорний пішак · g6 білий кінь · c5 чорний кінь · f5 чорний король · a4 чорна тура · f4 білий пішак · c2 білий кінь · d2 біла тура · g2 білий ферзь · d1 чорний кінь · g1 білий король | a7 чорна тура · c7 чорний слон · f7 білий слон · e6 білий пішак · f6 чорний пішак · g6 білий кінь · c5 чорний кінь · f5 чорний король · a4 чорна тура · f4 білий пішак · c2 білий кінь · d2 біла тура · g2 білий ферзь · d1 чорний кінь · g1 білий король | a7 чорна тура · c7 чорний слон · f7 білий слон · e6 білий пішак · f6 чорний пішак · g6 білий кінь · c5 чорний кінь · f5 чорний король · a4 чорна тура · f4 білий пішак · c2 білий кінь · d2 біла тура · g2 білий ферзь · d1 чорний кінь · g1 білий король | 1 |
|   | a | b | c | d | e | f | g | h |   |

FEN: 8/r1b2B2/4PpN1/2n2k2/r4P2/8/2NR2Q1/3n2K1

1. Rd4? ~ 2. Sh4, Se7, Qh3#
1. ... Bf4!
1. Qf3? ~ 2. Sh4, Se7#
1. ... Rf4!
1. Re2! ~ 2. Qh3#
1. ... Bf4 2.Sh4#
1. ... Rf4 2. Se7#
В першому хибному сліді виникло три загрози, але не зважаючи на таку кількість загроз у чорних є спростування слоном. У другому хибному сліді подвійна загроза з числа тих, які були в першому хибному сліді не веде до успіху, чорні спростовують ходом тури. В дійсному рішенні виникає загроза, одна із тих, що була в першому хибному сліді. Чорні захищаються ходами, які були спростуваннями, і на них виникають мати, які були загрозами в хибних ходах.